# ارزنچه سفلی
ارزنچه سفلی، روستایی از توابع بخش مرکزی شهرستان تایباد در استان خراسان رضوی ایران است.

## جمعیت
این روستا در دهستان پایین ولایت قرار دارد و براساس سرشماری مرکز آمار ایران در سال ۱۳۸۵، جمعیت آن ۱٬۱۶۲ نفر (۲۵۸خانوار) بوده‌است. که جمع کثیری از اهالی این روستا رااهل سنت تشکیل می دهند. استادقوث الدین جمشیدی متخلص به مولا خواننده و نوازنده پیشکسوت دوتار ساکن این روستا هستند.نژاد مردم روستا اغلب زرد پوستان شرقی معروف به هزاره که مردمی سختکوش و مذهبی هستند